# Fezã (distrito)
Fezã (português brasileiro) ou Fezão (português europeu) (em árabe: فزان; romaniz.: Fuzzan) foi um distrito da Líbia. Segundo uma das duas listas de subdivisões da Líbia para o ano de 1995, foi criado naquele ano e sua população era de 314 029 habitantes. O relatório que cita-o, porém, não faz menção a sua capital e sua localização em Fezã, dada a escassez de de informações, é somente aproximada.